# Haden Edwards
Haden (também soletrado Hayden) Harisson Edwards (Condado de Stafford (Virgínia), 12 de Agosto de 1771 - Nacogdoches, 14 de Agosto de 1849) era um colono do Texas e especulador de terras. O Condado de Edwards (Texas), no Planalto Edwards, é nomeado após ele. Em 1825, Edwards recebeu uma doação de terras do governo mexicano, permitindo-lhe criar família no leste do Texas. Sua concessão incluiu a cidade de Nacogdoches, e Edwards logo irritou muitos dos colonos anteriores. Após o seu contrato ser revogado em 1827, Edwards e seu irmão declararam a colónia para ser a República de Fredonia. Ele foi forçado a fugir do Texas, quando o exército mexicano chegou para acabar com a rebelião, e não voltou até depois da Revolução do Texas ter estourado.